# جان هویلند
جان هویلند (به انگلیسی: John Haviland) متولد ۱۷۹۲، معمار قرن نوزدهم اهل آمریکا بود.
او را بخاطر آثار نئوکلاسیک، یونانی نو (به انگلیسی: Greek revivalist)، و مصری نو (به انگلیسی: Egyptian revivalist) در آمریکا می‌شناسند.

## نگارخانه

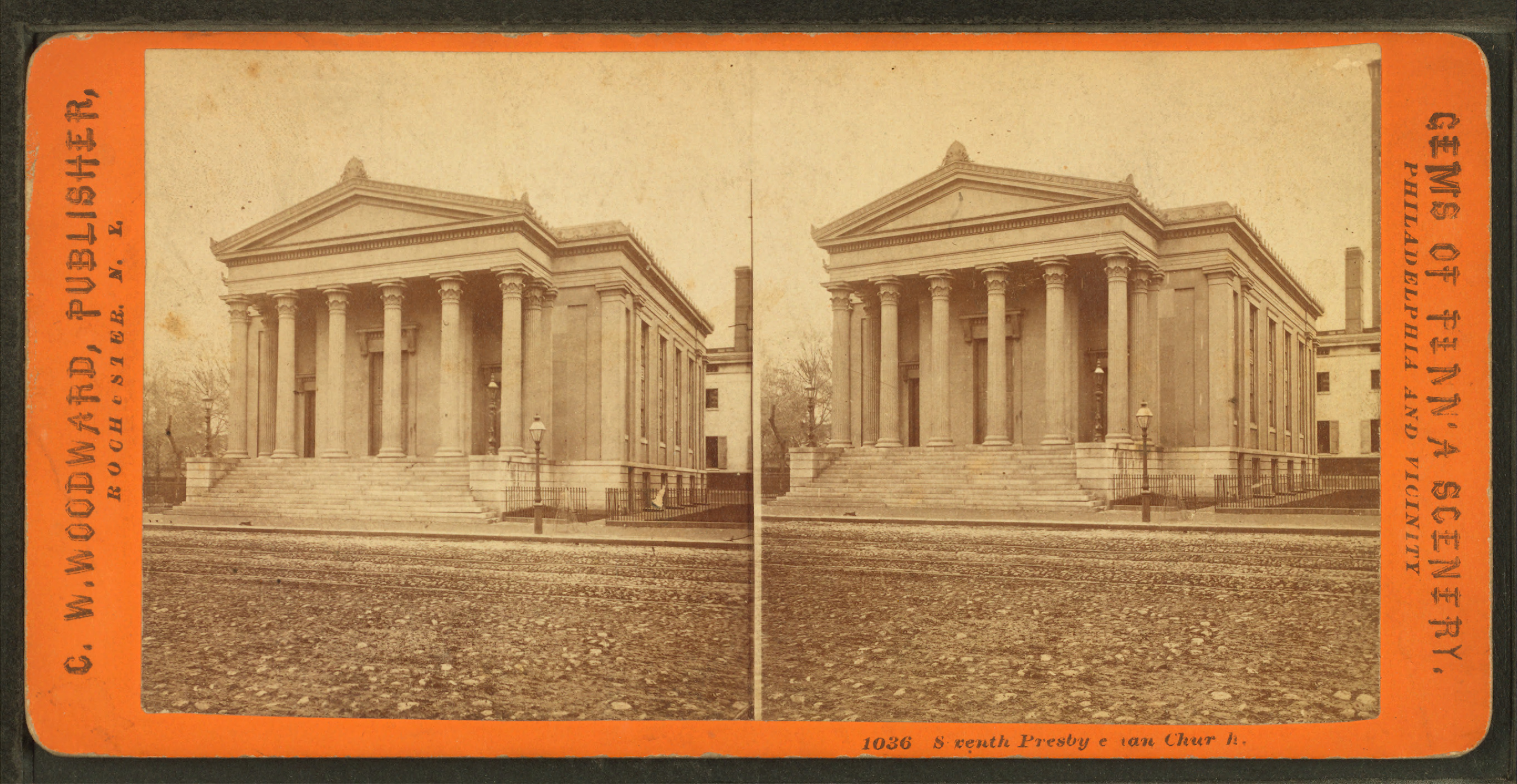
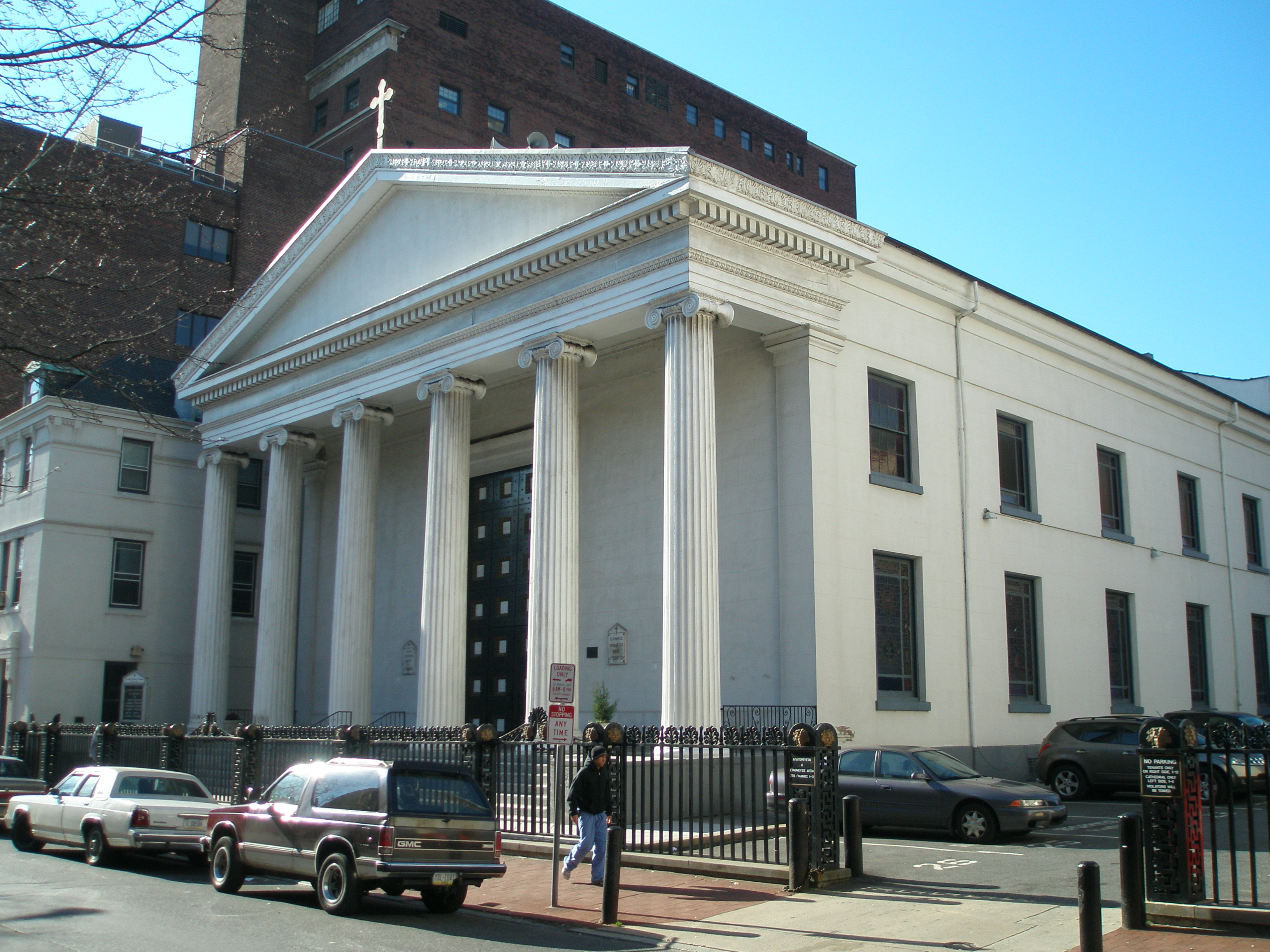
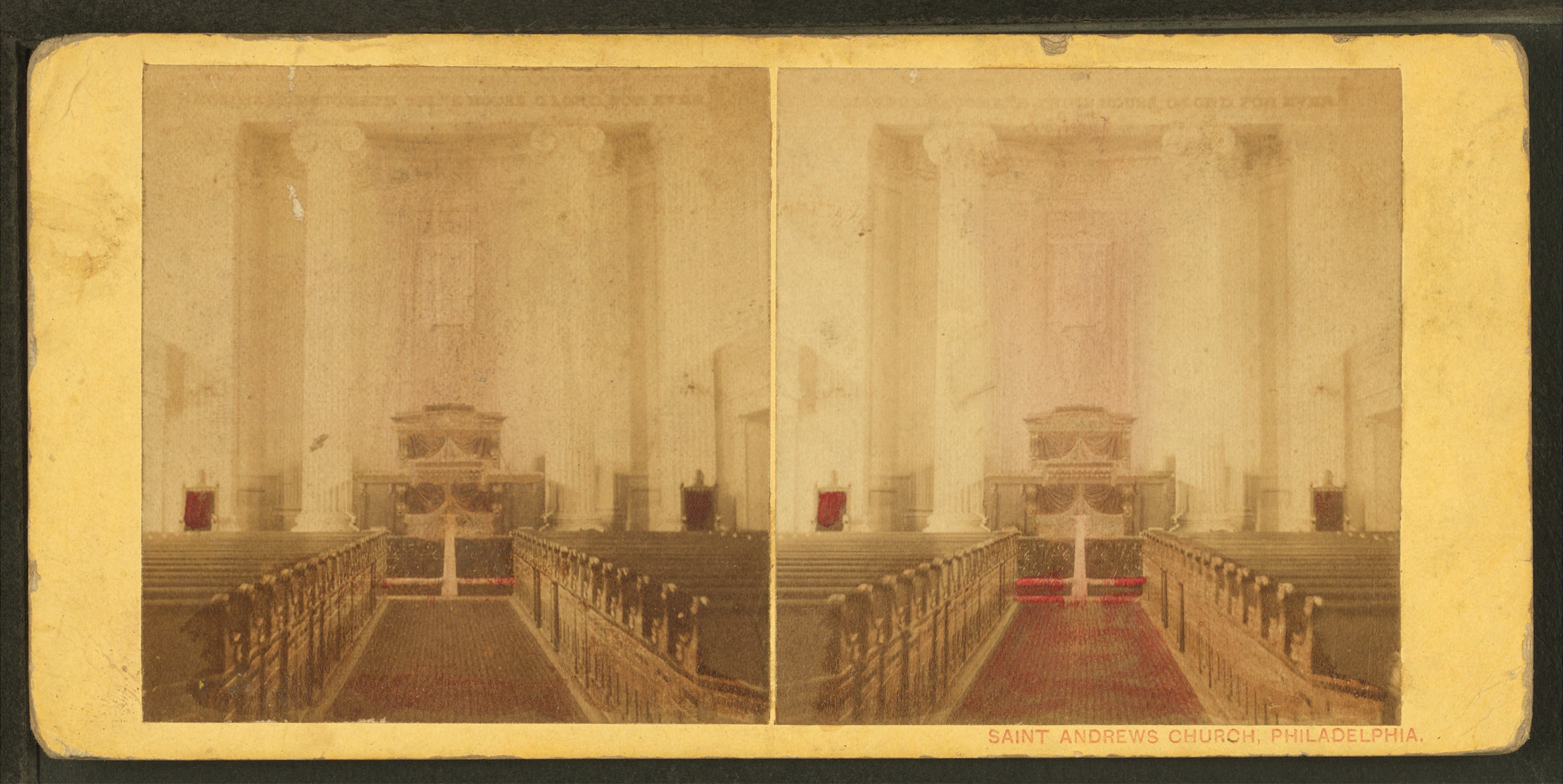
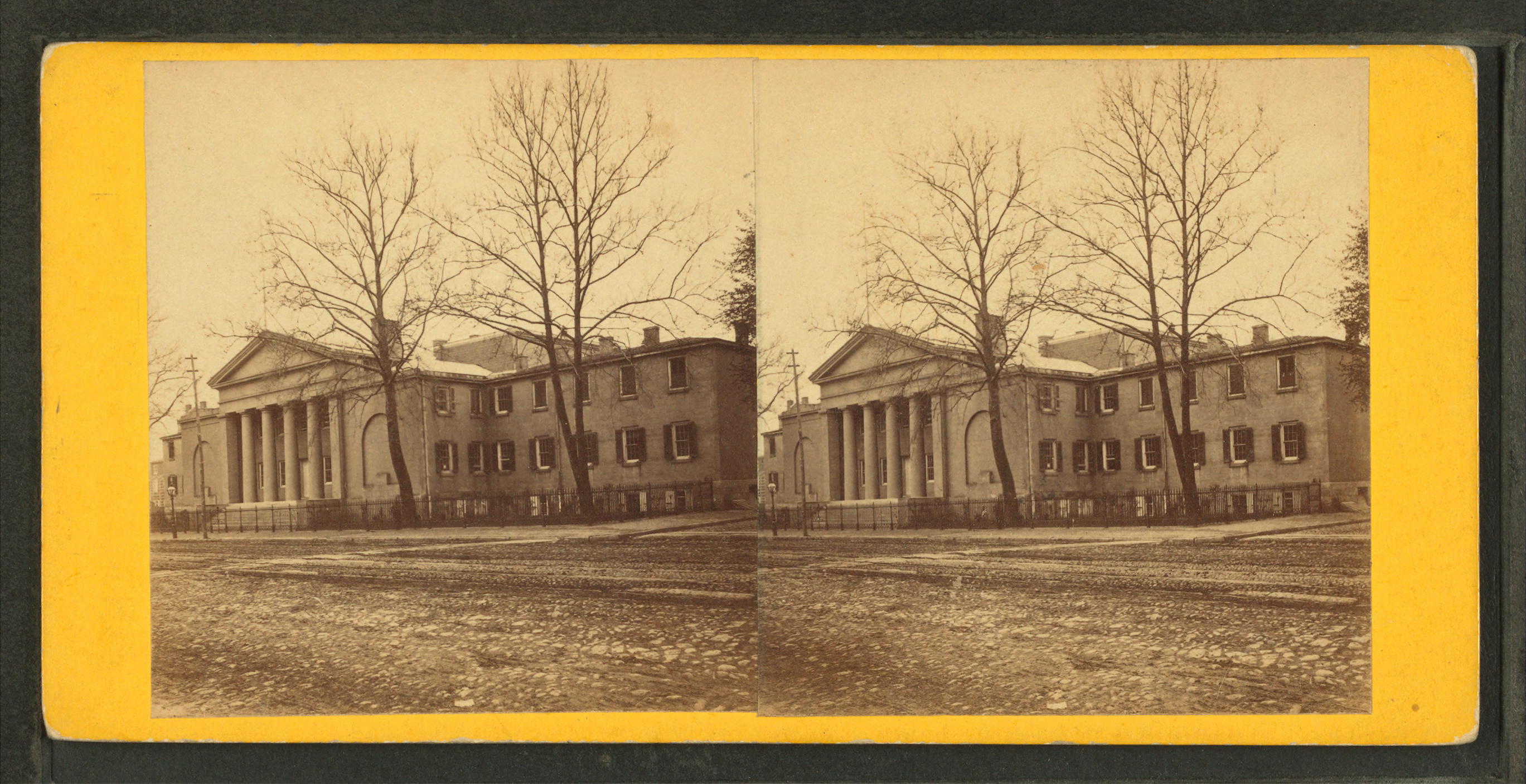
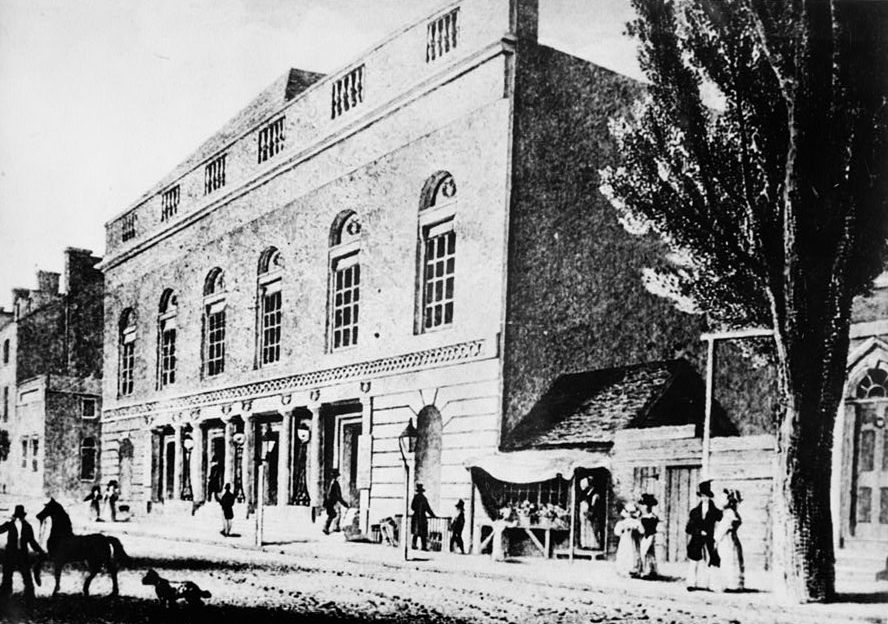
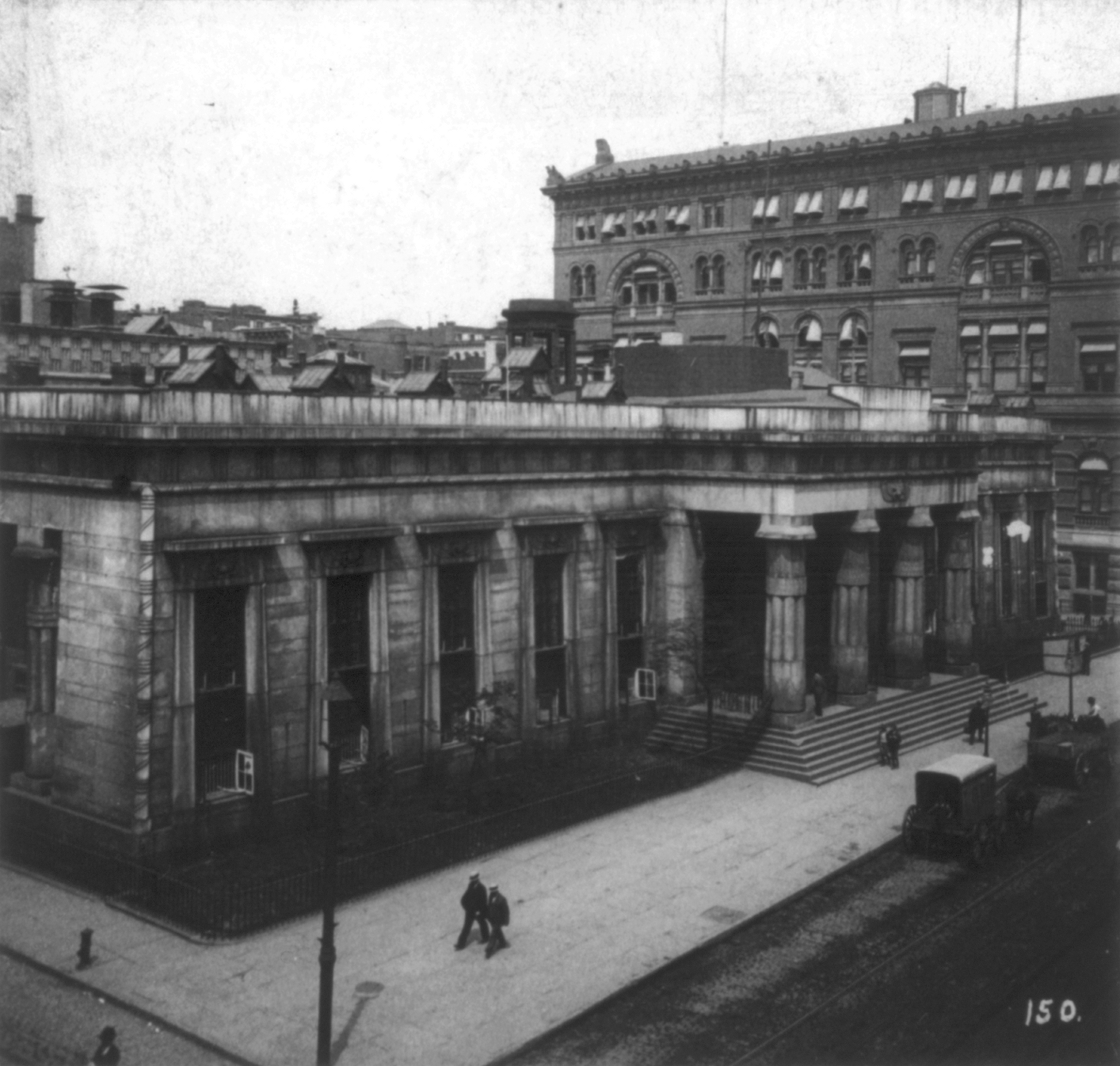